# Wioletta Sowa
Wioletta Sowa lub Wiola Sowa (ur. 13 maja 1972 w Gnieźnie) – polska reżyserka filmów animowanych, graficzka.
W latach 2008–2012 była prezesem ASIFA Poland (polskiej grupy Association Internationale du Film d'Animation). Należy do Stowarzyszenia Twórców Filmu Animowanego, Eksperymentalnego, Video „Studio A” oraz do Sekcji Filmu Animowanego Stowarzyszenia Filmowców Polskich. Jest laureatką Stypendium Twórczego Miasta Krakowa w dziedzinie filmu.
W 2014 roku Sowa jest ekspertem Polskiego Instytutu Sztuki Filmowej.

## Wykształcenie
Ukończyła studia na Wydziale Grafiki Akademii Sztuk Pięknych w Krakowie. Jej film dyplomowy „Pomiędzy nami” z 2000 roku został nagrodzony Medalem Rektora ASP. Obecnie Wioletta Sowa jest doktorantem w Szkole Filmowej w Łodzi.

## Animacja
Sowa łączy w realizowanych projektach filmowych klasyczną animację z najnowszymi technikami komputerowymi. Jej filmy charakteryzują się wyrafinowaną stroną wizualną, połączoną w niekonwencjonalny sposób z muzyką i dźwiękiem. Jej dyplom „Pomiędzy nami” zdobył m.in. Nagrodę Specjalną za walory artystyczne na 9. Międzynarodowym Festiwalu Filmowym „Etiuda & Anima” w Krakowie. Film był prezentowany również w Centrum Pompidou w Paryżu oraz na przeglądzie „The New Generation of Polish Cinema” w Londynie.
Za swój debiut filmowy „Refreny” otrzymała wiele nagród, w tym Srebrnego Smoka, Srebrnego Lajkonika i nagrodę FIPRESCI na 48. Krakowskim Festiwalu Filmowym w 2008.

## Grafika
Oprócz działalności filmowej, Wioletta Sowa zajmuje się również grafiką. Od 2000 roku ilustruje książki i opowiadania dla dzieci. Została też wyróżniona za przestrzenną instalację graficzną Multiplikacje, prezentowaną w ramach wystawy Krzywobłocki i przyjaciele.

## Filmografia
| - 2012: Nicht farbe – film fabularno-animowany, zrealizowany do wiersza niemieckiego poety Nico Bleutge w ramach Literatur Werksttat w Berlinie - 2012: Niebiescy artyści tworzą sztukę - 2011: Adam Stalony Dobrzański - 2007: Refreny - debiut - 2000: Pomiędzy nami – film dyplomowy - 1998: Marzenie – etiuda studencka - 1997: Kropla wody – etiuda studencka |  | - 2012: Będziesz legendą, człowieku, reż. Marcin Koszałka – animacja, - 2012: Zabójca z lubieżności, reż. Marcin Koszałka – compositing, - 2012: Dzień Kobiet, reż. Maria Sadowska – opracowanie graficzne - 2011: Lęk wysokości, reż. Bartosz Konopka – czołówka - 2010: Ucieknijmy od niej, reż. Marcin Koszałka – opracowanie graficzne, efekty - 2009: Wyrok na życie, reż. Marcina Koszałka – czołówka |  |  |